# 坎普克里克鎮區 (北卡羅萊納州拉瑟福縣)
坎普克里克鎮區（英語：Camp Creek Township）是位於美國北卡羅萊納州拉瑟福縣的一個鎮區。

## 地方資料
坎普克里克鎮區的面積為94.79平方千米，皆為陸地。根據2020年美國人口普查的數據，當地共有人口1329人，而人口密度為每平方千米14.02人。